# Événements d'Aléria
Les événements d'Aléria désignent l'occupation par des militants de l'Action régionaliste corse d'une cave viticole tenue par un pied-noir les 21 et 22 août 1975 à Aléria, en Corse. Engendrant une réponse musclée du gouvernement français, elle-même à l'origine de violentes émeutes en Corse, notamment à Bastia, ces événements sont considérés comme l'acte fondateur du nationalisme corse moderne.

## Contexte
En 1957 est créée par l'État français la SOMIVAC (Société pour la mise en valeur de la Corse) qui aménage un vignoble dans la plaine orientale d'Aléria. Elle attribue de nombreux lots de terrains aux nouveaux rapatriés d'Algérie : en 1964-1965, 75 % des terres (dont la plupart non exploitées jusqu'alors) sont distribuées aux pied-noirs dont quelques-uns plantent des cépages non sélectionnés, pratiquent la chaptalisation et vendent du vin frelaté. L'inculpation de grands négociants frauduleux provoque une campagne de presse qui aboutit au boycottage des vins corses, menaçant plus de 500 producteurs viticoles corses. Les nationalistes corses dénoncent ces colons producteurs détenant la majorité du vignoble corse, voulant le récupérer au profit de petits producteurs insulaires.

## Déroulement
Une révolte éclate le 21 août 1975 : une trentaine d'hommes armés, dont Marcel Lorenzoni, Jean-Marie Luciani, Jean-Pierre Susini, Jacques Fieschi,  Léo Battesti, les frères Charles et Roger Susini, Jacques Paoli, entraînés par Edmond Simeoni, occupent illégalement la ferme d'Henri Depeille, un viticulteur endetté d’Aléria d'origine pied-noir suspecté d'être mêlé à ce scandale financier. Le dirigeant de l'Action régionaliste corse (ARC) tente de justifier ce coup de force en ces termes :

« Il s'agit de dévoiler le scandale des vins mettant en cause le propriétaire de la cave et plusieurs de ses amis négociants. Après avoir bénéficié de prêts exorbitants, les responsables des caves vinicoles ont mis sur pied une énorme escroquerie de plusieurs milliards d'anciens francs, au préjudice de petits viticulteurs. »

Le président de la République et le Premier ministre étant en vacances, c'est le ministre de l'Intérieur Michel Poniatowski qui décide d'y déployer 1 200 gendarmes et CRS.
Le vendredi 22 août, face à la médiatisation de l'affaire, des jeunes corses sympathisants accourent de toute l'île pour soutenir les occupants. Dans la matinée, un hélicoptère de l'armée essuie des tirs d'armes à feu. L'assaut des forces de l'ordre, appuyé par des blindés légers (dont des VBRG) et plusieurs hélicoptères, débute à 16 heures et voit la reddition des occupants de la ferme Depeille, après une fusillade de 3 minutes. Le bilan est de deux morts (le maréchal des logis chef Michel Hugel, âgé de 36 ans, et le gendarme Jean-Yves Giraud, âgé de 20 ans) et quatre blessés par balles parmi les forces de l'ordre. Les militants ne déplorent quant à eux qu'un blessé grave (Pierrot Susini a le pied arraché). Les autonomistes quittent leur retranchement les armes à la main alors que de nouveaux renforts arrivent par hélicoptères. La foule tente alors de forcer les barrages, entonne l’hymne corse et finit par venir incendier les restes de la ferme et des bâtiments viticoles. Toute la nuit à Bastia ont lieu de violents affrontements.

## Conséquences
Un slogan apparaît sur les murs de l'île: "Corse 2, France 0".
L’ARC est dissoute le 27 août par décision du Conseil des ministres, ce qui donne lieu à de nouveaux affrontements armés à Bastia. Un policier de 30 ans (le Brigadier Serge Cassard) est tué par un sniper et plus de 10 autres policiers sont blessés par balles.
La Safer de Corse (société d'aménagement rural) est fondée dans les semaines qui suivent.
Le drame d’Aléria jette l’opprobre sur les finances et la politique locale et portera même un grave préjudice aux vins corses. « Ces trois minutes qui ébranlèrent la Corse » marquent le point de départ de la radicalisation du nationalisme corse, marqué par la création du Front de libération nationale corse (FLNC) en 1976.

## Postérité
Le 22 août 2014, une stèle de verre commémorative est inaugurée à proximité de l’endroit où s'est déroulé l'assaut. Quelques jours plus tard la stèle est détériorée.
En septembre 2014, sort en librairie la bande dessinée Aléria 1975, réalisée par Frédéric Bertocchini et Michel Espinosa aux éditions DCL, grâce à de nombreux témoignages de ceux qui étaient présents lors des événements. Le second volume est publié au printemps 2015. Une édition intégrale voit également le jour en 2015.